# بارانثروبوس بويزي
بارانثروبوس بويزي (Paranthropus boisei) أو إنسان كسارة البندق أو إنسان بويزي الموازي (أو الجانبي)، كلمة بويزي هي اسم ممول الحملة التي عثرت على أول أثر لهذا الإنسان، يشار إلى بارانثروبوس بويزي اختصاراً باسم بويزي، وهو نوع قديم من أشباه الإنسان وكان من أكثر أنواع بارانثروبوس انتشاراً. عاش في مناطق شرق القارة الإفريقية لمدة تزيد على 1.3 مليون سنة، فقد ظهر قبل 2.6 مليون وانقرض قبل 1.2 مليون سنة.

## اكتشافه
عثر على بقاياه لأول مرة عام 1959 في تنزانيا وقدّر عمرها بـ 1.75 مليون سنة، كما تم العثور على جمجمة أخرى عام 1969 في كينيا على يد العالم ريتشار ليكي الذي يعتقد بأن البويزي هو أول من استخدم الحجارة كأدوات.

## صفاته
حجم دماغ البويزي صغير نسبياً إذا يتراوح بين 500 و 550 سم3، فجمجمته تكاد تكون متخصصة بالمضغ كحال بعض أنواع الغوريلا في أيامنا. عاش البويزي في سهوب السافانا العشبية، وقد بلغ وزن الذكور البالغة نحو 68 كغ وانتصبت على قدمين بطول يصل إلى 130سم في حين وصلت الإناث إلى 45 كغ وطول 105سم، وهذا الفرق يطلعنا على الطريقة التي عاشوا بها. فالذكر هو المسيطرة على القبيلة وقوته وسيطرته الواضحة تحافظ على لحمة الجماعة، كما أنه ينفرد بحق التزاوج مع كل الإناث.
هذا المخلوق متكيف لتحقيق استفادة قصوى من الطعام المحيط به فهو يتمتع بعضلات فكين قوية، وفكه نفسه ضخم، وله أسنان طاحنة أكبر بأربع مرات مما لدى الإنسان، الأمر الذي يمكنه من تناول أقسى النباتات، كجذور القصب وفروع شجرة الأكاسيا.

## انقراضه
التخصص يجعل البويزي ينجح نجاحًا أكيدًا، ورغم أنهم كانوا نباتيين إلا أن آثارًا على أسنانهم توحي بأن هناك نوعاً من الحشرات لم يكونوا قادرين على مقاومته وهو النمل الأبيض. وعلى الرغم من أن البويزي تمتع بأسلوب ناجح في حياته، لكن استمرار نجاحه ارتبط باستمرار الظروف المحيطة، وبما أن لا شيء يظل على حاله فقد ظهرت خلال بضعة مئات من آلاف السنوات مواطن بيئية جديدة، وحيوانات جديدة تعتاش عليها، وزالت أساليب الحياة التي اعتاد عليها البويزي لتزول معها أجناس حيوانية عدة، وفي خضم هذا التغيير الكبير وجد البويزي نفسه في عالم لم يعد له العدّة. فمن سيئات التخصص، أنك سرعان ما تتخلف عن الركب. الميراث الوحيد الذي تركه هذه الجنس خلفه ليس سوى عظام متحجرة.